# Vierge à l'Enfant (Jacques Mimerel)
La Vierge à l’enfant, dite aussi Notre-Dame de-Paix est une œuvre réalisée au XVIIe siècle, par le sculpteur Jacques Mimerel. Cette statue se trouve dans la chapelle de l’Hôtel-Dieu à Lyon, précisément dans la chapelle collatérale sud, dite de la Vierge.

## Histoire

### Le vœu des échevins
En 1643, le 12 mars, alors que l’épidémie de peste ravage l’Europe, les échevins de Lyon décident de placer la cité sous la protection de la Vierge. Ils s’engagent à célébrer, le 8 septembre, la Nativité de Marie, en montant en procession à Fourvière pour offrir cierges et écus comme promis, si l’épidémie n’atteint pas la ville.

### La commande
Le Consulat commande deux statues de la Vierge, l’une à Nicolas Bidault, l’autre à Jacques Mimerel.
Deux marchés sont passés avec Mimerel, le 29 janvier 1659 pour une statue et le 9 septembre pour l’édicule qui est achevé en 1660. Mais, le sculpteur ne reçoit le paiement que le 9 août 1662, pour l’édicule et le 10 janvier 1663, pour la statue.
Cette sculpture achevée en 1662 est placée dans une petite chapelle, située au centre du pont de Pierre, ensuite nommé Pont du Change, sur la Saône. Cet oratoire  est transporté en 1820  dans la montée du Chemin-Neuf. Il est détruit en 1930 par l’éboulement de la colline, lors de la catastrophe de Fourvière.
En 1676, on attribue des miracles à cette statue ce qui provoque des attroupements gênants. Alors, le 3 juin 1676, l’archevêque Camille de Neufville de Villeroy décide de la déplacer dans la chapelle de l’Hôtel-Dieu où elle se trouve encore.

Elle est restaurée en 2012.

## Description
La Vierge debout, légèrement penchée en avant, porte l’Enfant Jésus dans ses bras. Telle une vestale, elle  est vêtue d’un drapé remarquable, son voile laisse dépasser des cheveux finement bouclés.
L’influence de François Duquesnoy rappelle le courant classique romain.

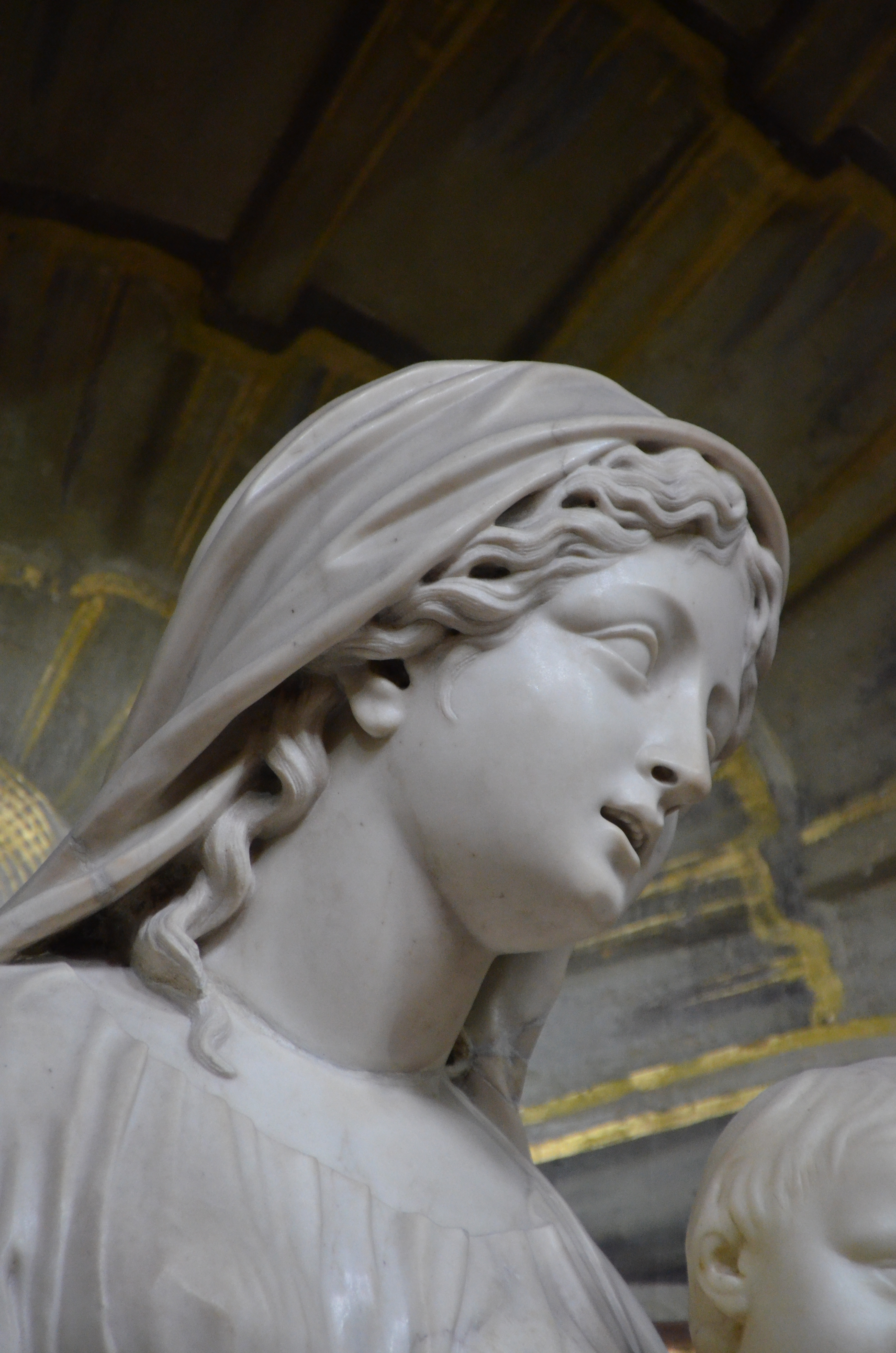
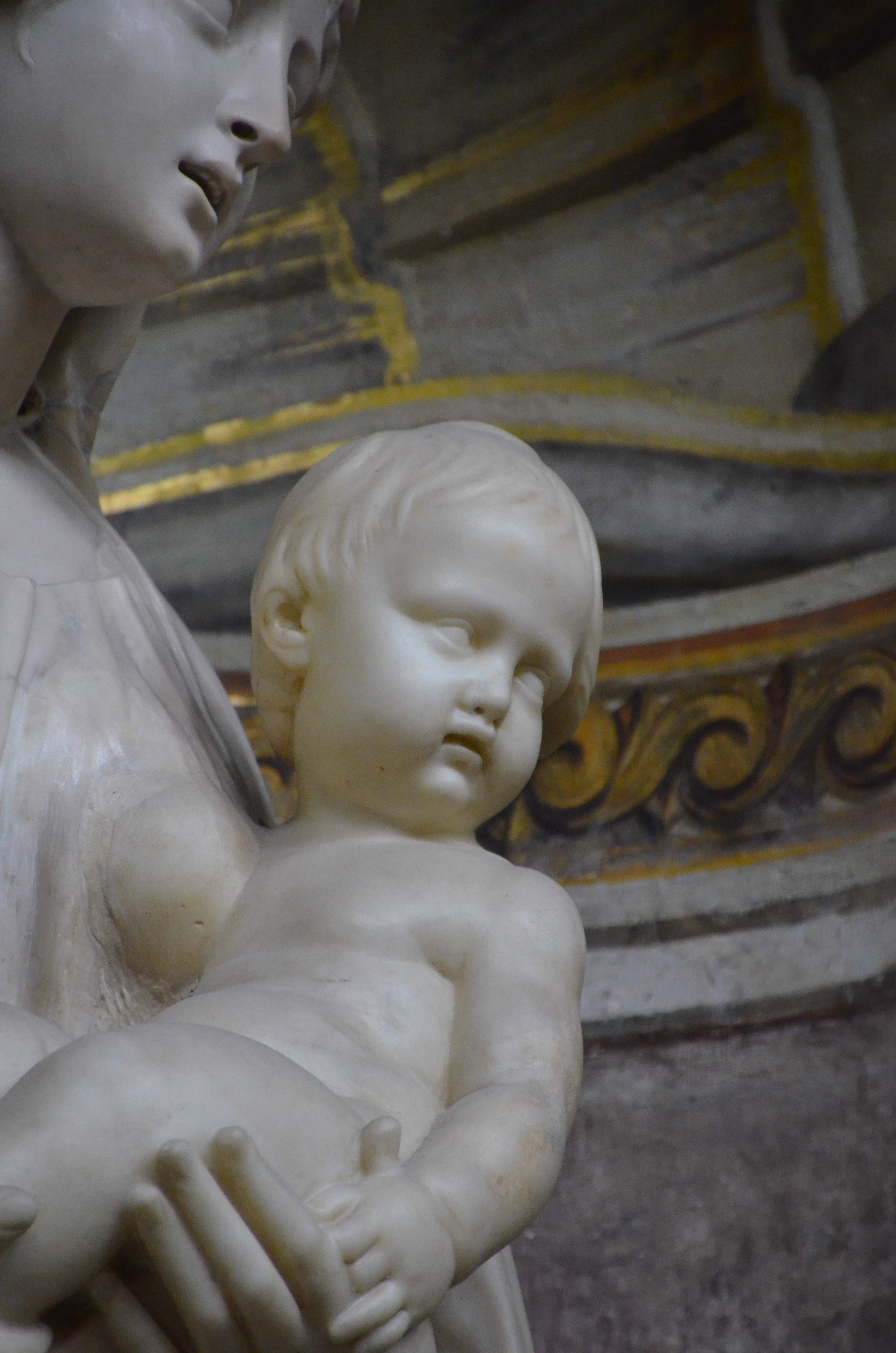

## Œuvre liée
On constate l'influence de la Vierge à l'Enfant de Mimerel, pour la Vierge à l’Enfant de Saint-Romain-de-Popey, Rhône. Cette œuvre qui se trouvait dans le tabernacle de l'église Saint-Romain est volée le 12 octobre 2014.